# Dion Pereira
Dion Enrico Pereira Greives (sinh ngày 25 tháng 3 năm 1999) là một cầu thủ bóng đá chơi ở vị trí tiền vệ cho câu lạc bộ Sutton United tại EFL League Two theo dạng cho mượn từ câu lạc bộ Luton Town. Sinh ra ở Anh, anh thi đấu cho đội tuyển quốc gia Antigua và Barbuda.